# Северная разграничительная линия

Северная разграничительная линия показана красным

Северная разграничительная линия (кор. 북방한계선) — оспариваемая морская демаркационная линия в Жёлтом море, разделяющая КНДР и Республику Корея. В настоящее время (2012 год) фактически является морской границей между странами.

## Описание

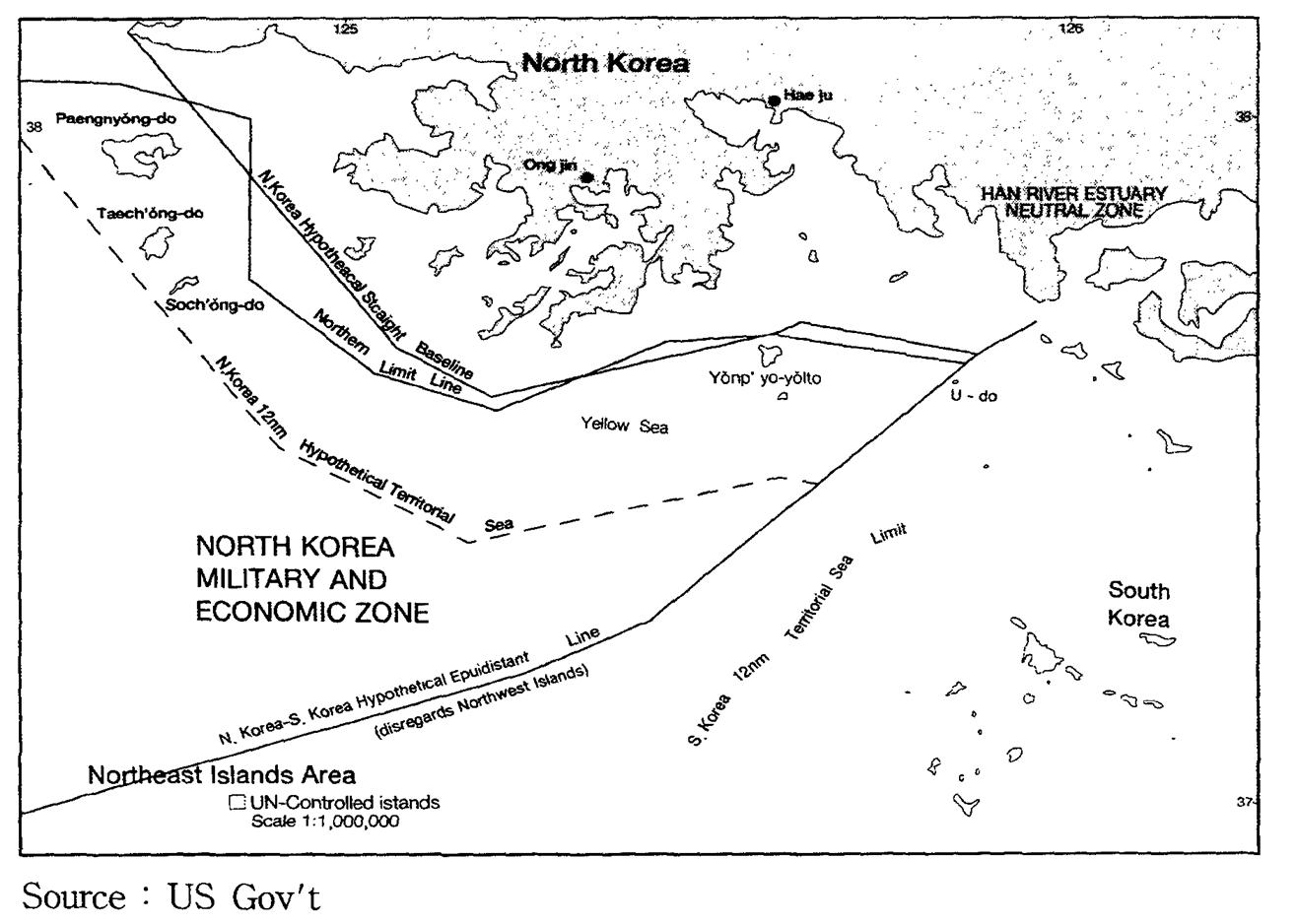
Американская карта, показывающая гипотетические 12-мильные (22 км, по стандартам международного морского права) северокорейские территориальные воды в сравнении с Северной разграничительной линией

Линия начинается у континентальной части провинции Кёнгидо (Южная Корея), продолжая т. н. военную демаркационную линию, и проходит параллельно берегу бывшей провинции Хванхэдо, ныне принадлежащей Северной Корее. Она отделяет от территории КНДР пять прибрежных островов, в том числе Ёнпхёндо и Пэннёндо, находящиеся у её береговой линии.

## Статус
Из-за того, что линия была проведена ООН 30 августа 1953 года в одностороннем порядке, она не признаётся Северной Кореей. Как северокорейские, так и южнокорейские корабли патрулируют воды в районе Северной разграничительной линии. Северокорейские рыболовецкие суда в сопровождении эскортных кораблей иногда нарушают линию.

## Инциденты
- Вторая битва за Ёнпхёндо
- Инцидент в районе острова Ёнпхёндо